# Les Hirondelles célestes
Pour plus de détails, voir Fiche technique et Distribution.
Les Hirondelles célestes (en russe : Небесные ласточки) est un téléfilm musical soviétique librement adapté de l' opérette Mam'zelle Nitouche, livret de Henri Meilhac et Albert Millaud, musique de Hervé. Réalisé par Leonid Kvinikhidze en 1976.

## Synopsis
Dans une petite ville française où est stationné un régiment militaire, il y a un théâtre de variétés. A proximité se trouve un couvent avec une pension Les Hirondelles célestes, où, sous le regard strict de religieuses, les filles de familles nobles apprennent les bonnes manières et l'étiquette.
Denise de Florigny est l'une des meilleures élèves du couvent, selon les professeurs et l'abbesse elle-même, une fille assidue et modeste. Cependant, en réalité, espiègle et facétieuse, elle rêve d'une carrière sur scène.
Le chant à la pension est enseigné par Monsieur Célestin, modestement vêtu et pieux. Aucune des religieuses ne sait que, sous le pseudonyme de Floridor, il compose de la musique pour des représentations théâtrales aux intrigues frivoles. Seules quelques élèves, dont Denise, connaissent son secret.
Le frère de la directrice, major Alfred Chateau-Gibus, en compagnie de ses amis, vient à une représentation dominicale à la pension. Il raconte à sa sœur que l'un de ses officiers, le lieutenant Fernand de Champlatreux, doit se marier avec une certaine Denise, élève de la pension, que le fiancé n'a jamais vue.

## Fiche technique
- Titre : Les Hirondelles célestes
- Titre original : (Небесные ласточки)
- Réalisation : Leonid Kvinikhidze
- Scénario : Leonid Kvinikhidze
- Photographie : Nikolaï Jiline
- Direction artistique : Iouri Smirnov
- Costumes : Tatiana Kotcherguina
- Son : Grigori Elbert
- Montage : Leda Semionova
- Compositeur : Victor Lebedev
- Producteur exécutif : Lazare Milkis (ru)
- Production : Lenfilm
- Genre : film musical
- Pays d'origine : URSS
- Format : 1.85:1 - couleurs - Mono
- Durée : 126 minutes
- Langue : russe
- Sortie : 1976

## Distribution
- Iya Ninidze : Denise de Flavigny[3]
- Andreï Mironov : Célestin, professeur de chant
- Irina Goubanova : Caroline, abbesse de la pension des jeunes filles
- Lioudmila Gourtchenko : Corinne, actrice
- Sergueï Zakharov : Fernand de Champlatreux
- Alexandre Schirwindt : comte de Château-Gibus
- Era Ziganchina : Ursula, élève de la pension